# Audience of One
«Audience of One» — второй сингл американской панк-рок группы Rise Against с альбома Appeal to Reason. Релиз песни состоялся 3 марта 2009 года на лейбле Interscope Records. Песня записывалась в The Blasting Room, Форт-Коллинс, Колорадо. Текст к синглу был написан ведущим вокалистом группы — Тимом Макилротом. Песня была выпущена на CD-дисках и 7-дюймовом виниле.

## Появление в медиа и коммерческий успех
Песня впервые появилась на радио в середине октября 2008 года. Это была радиостанция KROQ-FM (Лос-Анджелес). 15 января 2009 года был выпущен видеоклип на песню на MySpace. 20 января песня вновь начала появляться на радио.
«Audience of One» попала в четыре чарта. В чарте Alternative Songs (Billboard) она заняла 4-е место. В чартах Hot Rock Songs и Rock Airplay сингл занял 16-е место, а в Canadian Hot 100 — 59-е место.

## Видеоклип
На песню был снят видеоклип, срежиссированный Бреттом Симоном. В видео показан мальчик, лет восьми, похожий на Джорджа Буша, играющий с небольшим макетом в Белом доме. В центре макета стоит маленькая сцена, в которой выступают Rise Against. На протяжении всего видео мальчик играет с различными объектами на макете, изображающими высокие цены на газ, войну в Ираке, похороны солдата, разрушения, нанесённые ураганом «Катрина» и многое другое. В конце видео мальчик разбивает кулаком сцену, в которой находилась группа, а затем ложится спать.

## Чарты
| Чарт                          | Высшая позиция |
| ----------------------------- | -------------- |
| Alternative Songs (Billboard) | 4              |
| Rock Songs (Billboard)        | 16             |
| Rock Airplay (Billboard)      | 16             |
| Canadian Hot 100              | 59             |